# Ernst Moritz Arndt
Ernst Moritz Arndt (Gross Schoritz, Rügen, 26 de desembre de 1769 - † Bonn, 29 de gener de 1860) va ser un poeta alemany.
Arndt va néixer a l'illa de Rügen, sota el domini del rei suec que tenia també la condició de duc de Pomerània.
Arndt, ideòleg i propagandista del nacionalisme alemany, va utilitzar l'idioma i els límits geogràfics naturals com a criteri d'inclusió, encara que també va recórrer al «caràcter nacional» per incloure neerlandesos i flamencs.
Arndt va impulsar la construcció de monuments commemoratius davant els quals es poguessin fer celebracions nacionals, i suggerir la fusió d'elements de l'antiguitat clàssica, de l'edat mitjana, del paganisme germànic i egipcis, com l'estil adequat. Format en el pietisme del segle xviii, creia que era necessari un vincle de les esmentades festivitats amb el culte cristià.

## Obra
- Was ist des Deutschen Vaterland (Quina és la Pàtria dels alemanys?, 1813). Quan Reichardt va musicalitzar el poema inspirat per les guerres d'alliberament antinapoleòniques es va convertir en el primer himne nacional d'alemanya.
- Entwurf einer Teutschen Gesellschaft (Esbós d'una societat teutona, 1814). Proposta de la creació d'una organització de festeigs patriòtics per a grans batalles o com a record de l'aniversari de pròcers alemanys.

## Premis i reconeixements
Des de 1933 la universitat de Greifswald s'anomena Ernst-Moritz-Arndt-Universität.